# Peltula richardsii
Peltula richardsii är en lavart som först beskrevs av Herre, och fick sitt nu gällande namn av Wetmore. Peltula richardsii ingår i släktet Peltula och familjen Peltulaceae.   Inga underarter finns listade i Catalogue of Life.